# گمینا سوشنگتسوویتسه
گمینا سوشنگتسوویتسه (به لهستانی:  Gmina Sośnicowice) یک گمینا در لهستان است که در شهرستان گلیویتسه واقع شده‌است. گمینا سوشنگتسوویتسه ۱۱۶٫۲۴ کیلومتر مربع مساحت و ۸٬۲۴۹ نفر جمعیت دارد.